# Język szina
Język szina – język dardyjski używany przez niektórych mieszkańców 
Gilgit-Baltistanu w Pakistanie.

## Dni tygodnia w szina
| Polski       | Szina     |
| ------------ | --------- |
| Niedziela    | Adit      |
| Poniedziałek | Tsunduro  |
| Wtorek       | Ungaroo   |
| Środa        | Bodo      |
| Czwartek     | Bressput  |
| Piątek       | Shooker   |
| Sobota       | Shimshere |